# Lapeyrouse (Ain)
Lapeyrouse és un municipi francès situat al departament de l'Ain i a la regió d'Alvèrnia-Roine-Alps. L'any 2007 tenia 295 habitants.

## Demografia

### Població
El 2007 la població de fet de Lapeyrouse era de 295 persones. Hi havia 104 famílies de les quals 16 eren unipersonals (8 homes vivint sols i 8 dones vivint soles), 36 parelles sense fills, 48 parelles amb fills i 4 famílies monoparentals amb fills.
La població ha evolucionat segons el següent gràfic:
Habitants censats

### Habitatges
El 2007 hi havia 115 habitatges, 103 eren l'habitatge principal de la família, 8 eren segones residències i 4 estaven desocupats. 108 eren cases i 6 eren apartaments. Dels 103 habitatges principals, 82 estaven ocupats pels seus propietaris, 18 estaven llogats i ocupats pels llogaters i 3 estaven cedits a títol gratuït; 1 tenia una cambra, 5 en tenien dues, 9 en tenien tres, 15 en tenien quatre i 73 en tenien cinc o més. 96 habitatges disposaven pel capbaix d'una plaça de pàrquing. A 38 habitatges hi havia un automòbil i a 64 n'hi havia dos o més.

### Piràmide de població
La piràmide de població per edats i sexe el 2009 era:
| Homes | Edats   | Dones |
| ----- | ------- | ----- |
| 0     | 95 o +  | 0     |
| 0     | 90 a 94 | 0     |
| 4     | 85 a 89 | 4     |
| 4     | 80 a 84 | 4     |
| 4     | 75 a 79 | 0     |
| 4     | 70 a 74 | 0     |
| 0     | 65 a 69 | 12    |
| 8     | 60 a 64 | 4     |
| 4     | 55 a 59 | 4     |
| 12    | 50 a 54 | 8     |
| 16    | 45 a 49 | 16    |
| 12    | 40 a 44 | 8     |
| 0     | 35 a 39 | 0     |
| 16    | 30 a 34 | 8     |
| 4     | 25 a 29 | 4     |
| 0     | 20 a 24 | 4     |
| 12    | 15 a 19 | 4     |
| 8     | 10 a 14 | 8     |
| 8     | 5 a 9   | 8     |
| 8     | 0 a 4   | 4     |

## Economia
El 2007 la població en edat de treballar era de 194 persones, 148 eren actives i 46 eren inactives. De les 148 persones actives 140 estaven ocupades (74 homes i 66 dones) i 8 estaven aturades (5 homes i 3 dones). De les 46 persones inactives 16 estaven jubilades, 21 estaven estudiant i 9 estaven classificades com a «altres inactius».

### Ingressos
El 2009 a Lapeyrouse hi havia 100 unitats fiscals que integraven 300 persones, la mediana anual d'ingressos fiscals per persona era de 20.579 €.

### Activitats econòmiques
Dels 12 establiments que hi havia el 2007, 4 eren d'empreses de construcció, 3 d'empreses de comerç i reparació d'automòbils, 1 d'una empresa de transport, 1 d'una empresa d'hostatgeria i restauració i 3 d'empreses de serveis.
Dels 5 establiments de servei als particulars que hi havia el 2009, 1 era un paleta, 1 guixaire pintor, 2 fusteries i 1 restaurant.
L'any 2000 a Lapeyrouse hi havia 14 explotacions agrícoles que ocupaven un total de 744 hectàrees.

## Poblacions més properes
El següent diagrama mostra les poblacions més properes.